# Liste der Biografien/Strac
Liste der Biografien |
Portal Biografien |
Personensuche
# |
A |
B |
C |
D |
E |
F |
G |
H |
I |
J |
K |
L |
M |
N |
O |
P |
Q |
R |
S |
T |
U |
V |
W |
X |
Y |
Z |
?
 
Sa |
Sb |
Sc |
Sd |
Se |
Sf |
Sg |
Sh |
Si |
Sj |
Sk |
Sl |
Sm |
Sn |
So |
Sp |
Sq |
Sr |
Ss |
St |
Su |
Sv |
Sw |
Sy |
Sz
 
Sta |
Ste |
Sth |
Sti |
Stj |
Stl |
Sto |
Str |
Sts |
Stt |
Stu |
Stv |
Stw |
Sty
 
Stra |
Strb |
Stre |
Strg |
Stri |
Strl |
Strm |
Strn |
Stro |
Strp |
Stru |
Stry |
Strz
 
Straa |
Strab |
Strac |
Strad |
Strae |
Straf |
Strag |
Strah |
Strai |
Straj |
Strak |
Stral |
Stram |
Stran |
Strap |
Stras |
Strat |
Strau |
Strav |
Straw |
Strax |
Stray |
Straz
Die Liste der Biografien führt alle Personen auf, die in der deutschsprachigen Wikipedia einen Artikel haben. Dieses ist eine Teilliste mit 128 Einträgen von Personen, deren Namen mit den Buchstaben „Strac“ beginnt.

## Strac

### Stracc
- Stracchi, Daniela (* 1983), italienische Fußballspielerin
- Stracciari, Riccardo (1875–1955), italienischer Opernsänger und Gesangspädagoge

### Strace
- Stracený, Luděk (* 1977), tschechischer Fußballspieler
- Stracey, John H. (* 1950), englischer Boxer

### Strach
- Strachan, Adam (1987–2022), schottischer Fußballspieler
- Strachan, Anthonique (* 1993), bahamaische Sprinterin
- Strachan, Gordon (* 1957), schottischer Fußballtrainer und ehemaliger Fußballspieler (Mittelfeld)Gordon Strachan (* 1957)

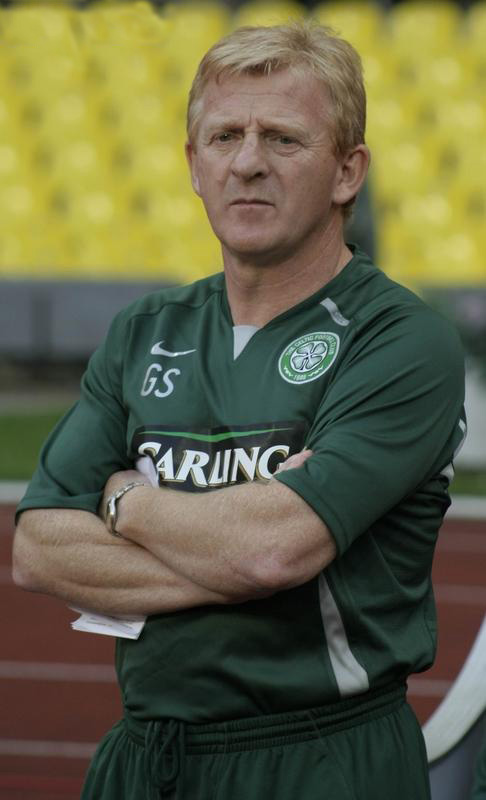
Gordon Strachan (* 1957)

- Strachan, Hew (* 1949), britischer Militärhistoriker
- Strachan, Keyshawn (* 2003), bahamaischer Speerwerfer
- Strachan, Malcolm, britischer Jazz- und Studiomusiker (Trompete)
- Strachan, Mari (* 1945), britische Schriftstellerin
- Strachan, Richard (* 1986), britischer Sprinter
- Strachan, Richard, 6. Baronet (1760–1828), britischer Marineoffizier
- Strachan, Rod (* 1955), US-amerikanischer Schwimmer
- Strachan, Tavares (* 1979), bahamischer Konzeptkünstler
- Strachan, Tyson (* 1984), kanadischer Eishockeyspieler
- Strache, Eduard (1815–1894), österreichischer Kaufmann und Politiker
- Strache, Hans (1886–1917), deutscher Klassischer Philologe und Gymnasiallehrer
- Strache, Heinz-Christian (* 1969), österreichischer Politiker (FPÖ), Abgeordneter zum Nationalrat, Parteivorsitzender FPÖHeinz-Christian Strache (* 1969)

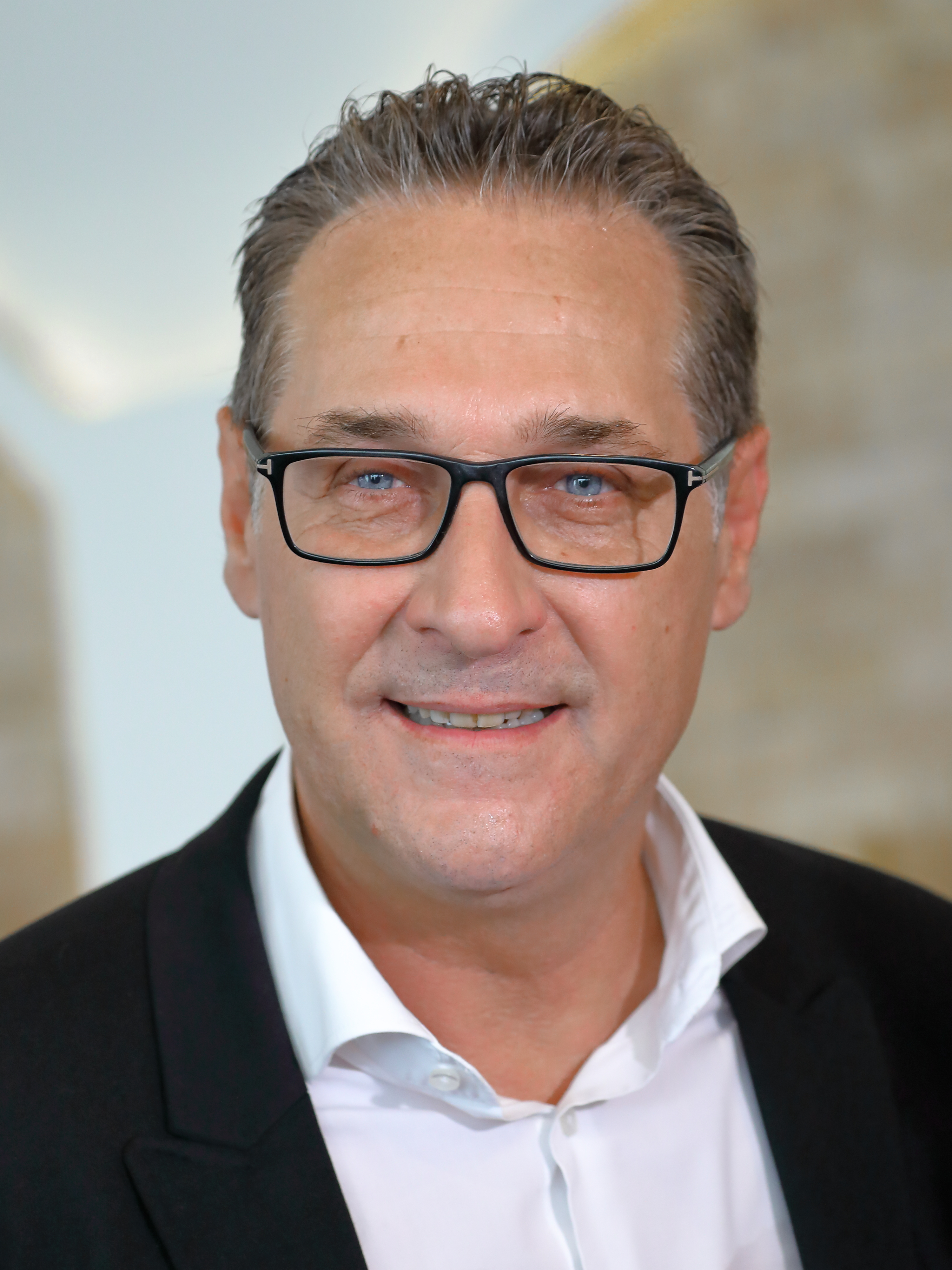
Heinz-Christian Strache (* 1969)

- Strache, Hugo (1865–1927), österreichischer Chemiker
- Straché, Manon (* 1960), deutsche Schauspielerin
- Strache, Max (* 1935), österreichischer Politiker (SPÖ), Abgeordneter zum Nationalrat, Mitglied des Bundesrates
- Strache, Wolf (1910–2001), deutscher Fotograf, Bildjournalist und Verleger
- Strachey, Alix (1892–1973), US-amerikanische Psychoanalytikerin und Übersetzerin
- Strachey, Barbara (1912–1999), britische BBC-Mitarbeiterin und Autorin
- Strachey, Christopher (1916–1975), britischer Informatiker
- Strachey, Edward, 1. Baron Strachie (1858–1936), britischer Politiker (Liberal Party), Mitglied des House of Commons
- Strachey, James (1887–1967), britischer Psychoanalytiker
- Strachey, John (1901–1963), britischer Politiker, Mitglied des House of Commons, Schriftsteller und sozialistischer Ideologe
- Strachey, Lytton (1880–1932), britischer Biograph, Kritiker und Schriftsteller
- Strachey, Oliver (1874–1960), britischer Kryptoanalytiker
- Strachey, Ray (1887–1940), britische Politikerin
- Strachey, Richard (1817–1908), britischer Offizier, Kolonialbeamter und Naturwissenschaftler
- Strachkvas († 996), böhmischer Mönch und Chronist
- Strachová, Šárka (* 1985), tschechische Skirennläuferin
- Strachow, Andrei Jurjewitsch (* 1978), deutsch-russischer Eishockeyspieler
- Strachow, Dmitri Wladimirowitsch (* 1995), russischer Radsportler
- Strachow, Gennadi Nikolajewitsch (1944–2020), sowjetischer Ringer
- Strachow, Nikolai Nikolajewitsch (1828–1896), russischer Philosoph, Publizist und Literaturkritiker
- Strachow, Pjotr Iwanowitsch (1757–1813), russischer Physiker und Hochschullehrer
- Strachowa, Irina Borissowna (* 1959), russisch-sowjetische Geherin
- Strachowa, Walerija (* 1995), ukrainische Tennisspielerin
- Strachwitz, Alfred von (1854–1926), deutscher Rittergutsbesitzer und Politiker (Zentrum), MdR
- Strachwitz, Arthur von (1833–1895), deutscher Verwaltungsbeamter
- Strachwitz, Chris (1931–2023), US-amerikanischer Musikproduzent und Blues-Forscher
- Strachwitz, Ernst (1919–1998), österreichischer Politiker (ÖVP, VdU), Abgeordneter zum Nationalrat
- Strachwitz, Helga von (1940–2025), deutsche Diplomatin
- Strachwitz, Hyazinth Graf (1893–1968), deutscher General und Panzerkommandeur der Wehrmacht
- Strachwitz, Johann Moritz von (1721–1781), katholischer Theologe, Apostolischer Vikar und Weihbischof in Breslau
- Strachwitz, Johannes Graf (* 1973), deutscher Musik- und EventmanagerJohannes Graf Strachwitz (* 1973)

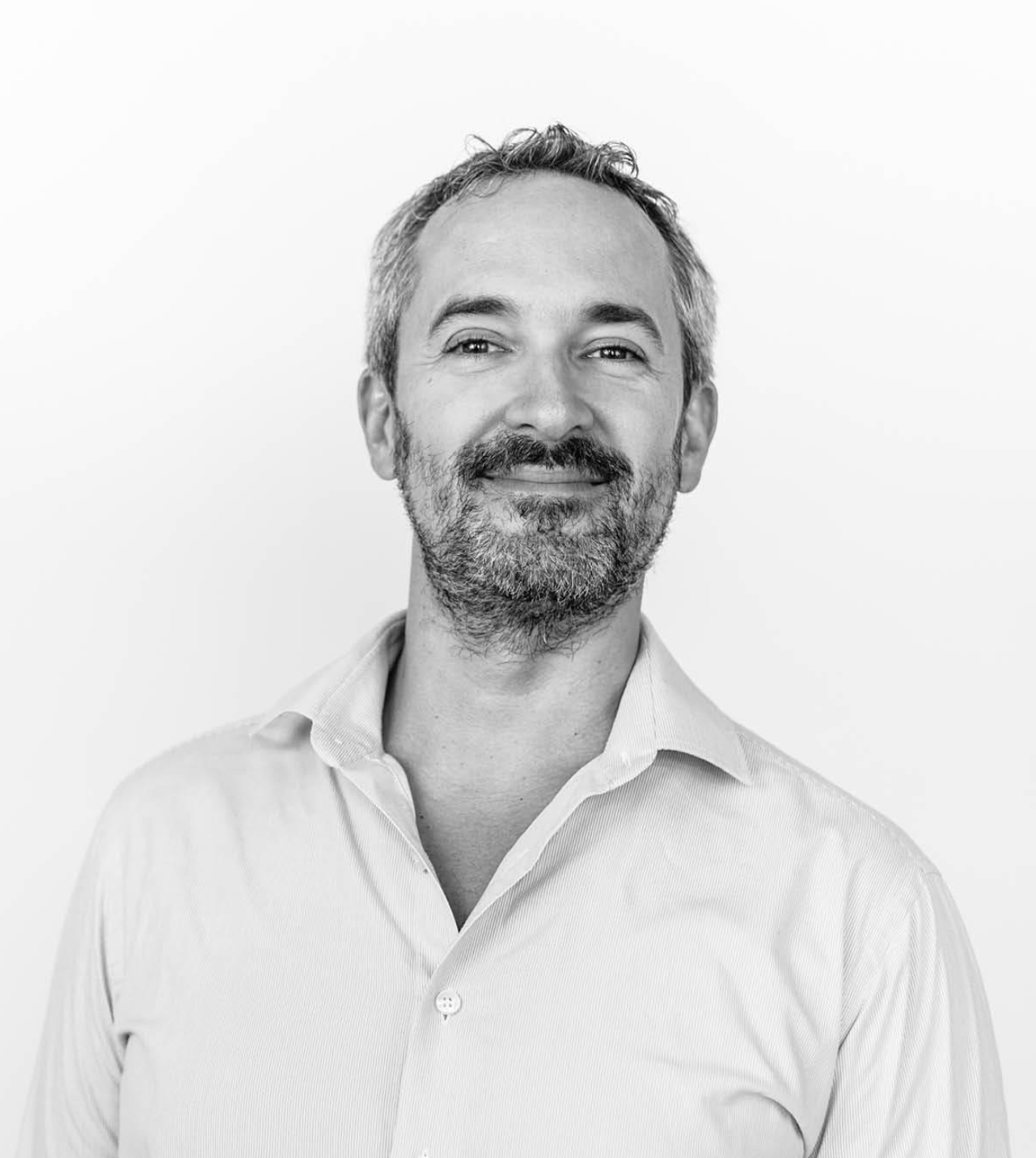
Johannes Graf Strachwitz (* 1973)

- Strachwitz, Karl von (1809–1872), preußischer Generalmajor
- Strachwitz, Ludwig von (1740–1812), preußischer Generalmajor, Chef des Infanterieregiments Nr. 43, Kommandant von Niemburg
- Strachwitz, Moritz von (1822–1847), deutscher Balladendichter
- Strachwitz, Oskar von (1822–1893), preußischer Generalleutnant und zuletzt Kommandeur der 8. Kavalleriebrigade
- Strachwitz, Rudolf Graf (1896–1969), deutscher Diplomat
- Strachwitz, Rupert Graf (* 1947), deutscher Berater von Stiftungen und gemeinnützigen Organisationen
- Strachwitz-Sustky, Hyacinth von (1835–1871), deutscher Rittergutsbesitzer und Politiker, MdR

### Strack
- Strack von Weißenbach, Wilhelm von (1838–1917), württembergischer Generalmajor und Autor
- Strack, Adolf (1849–1916), deutscher Kaufmann und Politiker, MdHB, Senator
- Strack, Adolf (1871–1934), deutscher Jurist, und Politiker (NLP), MdR
- Strack, Ann-Christin (* 1993), deutsche Bobfahrerin und ehemalige Sprinterin
- Strack, Anton Wilhelm (1758–1829), deutscher Maler und Kupferstecher
- Strack, Erich (1897–1988), deutscher Mediziner und Chemiker
- Strack, Friedrich (1781–1852), deutscher Pädagoge und Professor in Bremen
- Strack, Friedrich (1939–2013), deutscher Literaturwissenschaftler
- Strack, Fritz (* 1950), deutscher Sozialpsychologe
- Strack, Georg (* 1977), österreichischer Historiker
- Strack, Gerd (1955–2020), deutscher Fußballspieler
- Strack, Gerhard (1911–1977), deutscher Politiker (SPD), MdL
- Strack, Günter (1929–1999), deutscher Schauspieler und SynchronsprecherGünter Strack (1929–1999)

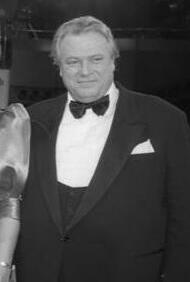
Günter Strack (1929–1999)

- Strack, Hanna (* 1936), deutsche evangelische Theologin und Autorin
- Strack, Hans (1899–1987), deutscher Diplomat
- Strack, Heinrich (1801–1880), deutscher Architekt
- Strack, Heinrich (1805–1880), deutscher Architekt
- Strack, Heinrich (1841–1912), deutscher Architekt und Dozent
- Strack, Helene (1798–1853), deutsche Blumenmalerin
- Strack, Hermann Leberecht (1848–1922), deutscher Theologe und Orientalist
- Strack, Johann Paul Leberecht (1863–1930), Senator der Hansestadt Lübeck
- Strack, Jürgen (* 1954), deutscher Fußballspieler
- Strack, Karl (1722–1805), deutscher Arzt
- Strack, Karl (1881–1945), deutscher Erfinder und Flugpionier
- Strack, Karl (1884–1975), deutscher katholischer Pastor
- Strack, Ludwig Philipp (1761–1836), deutscher Maler, Lithograf und Kupferstecher
- Strack, Maren (* 1967), deutsche Künstlerin
- Strack, Max L. (1867–1914), deutscher Althistoriker und Numismatiker
- Strack, Otto (1857–1935), deutscher Architekt
- Strack, Paul L. (1904–1941), deutscher Althistoriker und Numismatiker
- Strack, Peter Burghard (1940–2014), namibischer Architekt, Künstler und Kunstsammler
- Strack, Philipp (* 1985), deutscher Wirtschaftswissenschaftler
- Strack, Stefan (* 1976), deutscher Handballspieler und -trainer
- Strack, Ulrich, deutscher Basketballspieler
- Strack, Wolfgang (* 1956), deutscher Installationskünstler
- Strack-Bellachini, Lucas (1861–1930), deutscher Zauberkünstler
- Strack-Hanisch, Barbara (* 1979), österreichische Saxophonistin
- Strack-Zimmermann, Marie-Agnes (* 1958), deutsche Politikerin (FDP)Marie-Agnes Strack-Zimmermann (* 1958)

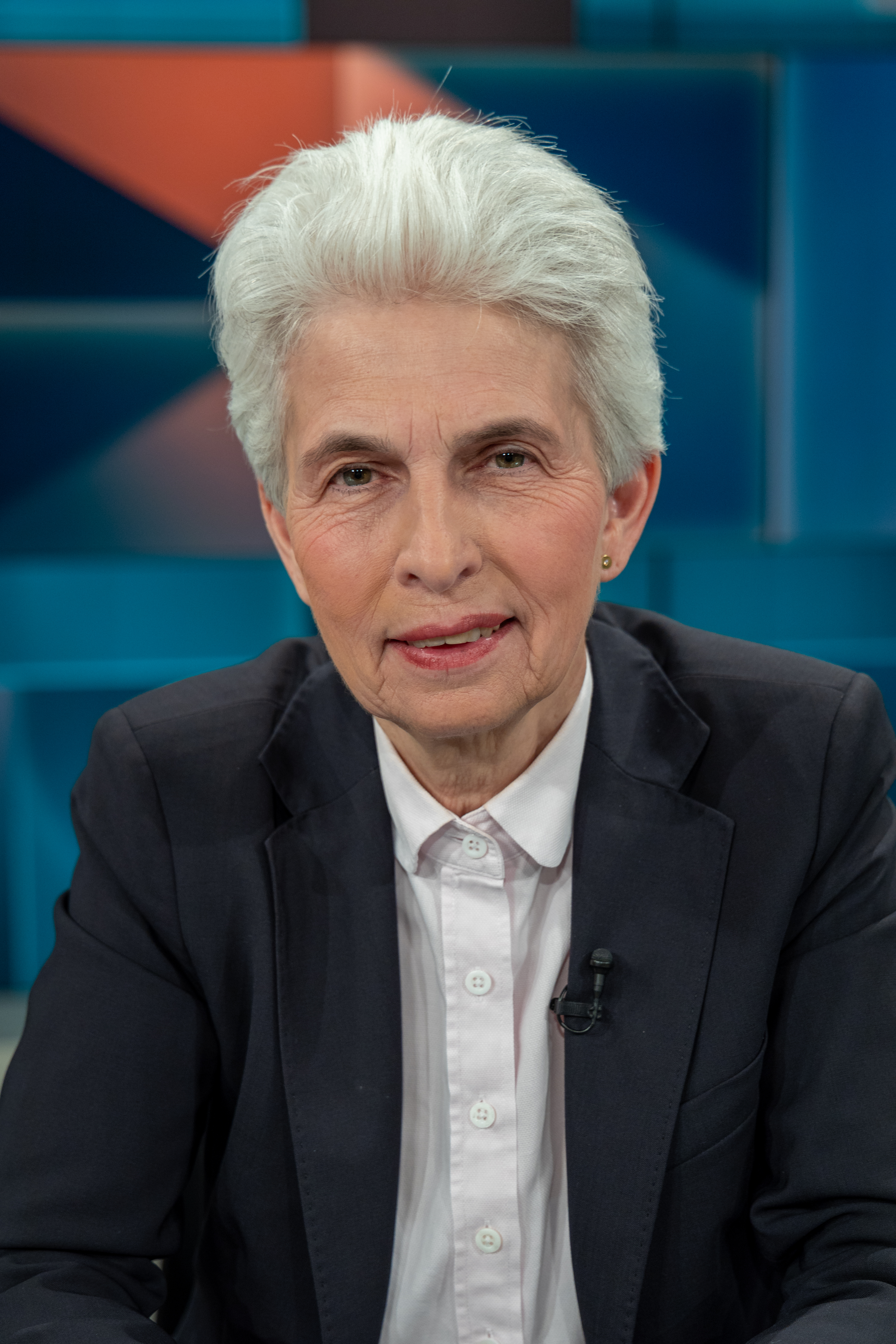
Marie-Agnes Strack-Zimmermann (* 1958)

- Stračkaitis, Marius (* 1972), litauischer Notar, Präsident der Notarkammer von Litauen
- Strackbein, Ralf (* 1962), deutscher Autor, Presse- und PR-Berater
- Stracke, Ernst (1894–1963), deutscher evangelischer Theologe und Kirchenhistoriker
- Stracke, Ferdinand (1935–2023), deutscher Stadtplaner und Hochschullehrer
- Stracké, Franciscus Leonardus (1849–1919), niederländischer Bildhauer
- Stracké, Frans (1820–1898), deutsch-niederländischer Bildhauer, Maler, Zeichner und Hochschullehrer
- Stracke, Friedrich (1889–1967), römisch-katholischer Priester und Afrika-Missionar
- Stracke, Georg Siegmund (1755–1814), deutscher lutherischer Pastor und Förderer der äußeren Mission
- Stracke, Gottfried (1813–1848), deutscher Bildhauer
- Stracke, Gustav (1887–1943), deutscher Astronom
- Stracké, Ignatius (1790–1875), deutsch-niederländischer Bildhauer
- Stracké, Jean Theodore (1817–1891), deutsch-niederländischer Bildhauer und Kunstpädagoge
- Stracke, Joachim (* 1958), deutscher Maler und Grafiker
- Stracke, Karl-Friedrich (* 1956), deutscher Ingenieur
- Stracké, Leo (1851–1923), niederländischer Kupferstecher, Bildhauer und Restaurator
- Stracké, Louis (1856–1934), niederländischer Maler und Grafiker
- Stracke, Regina (1883–1963), deutsche Missionarin und Ordensgründerin
- Stracke, Rudolf (1908–1977), deutscher Beamter und Politiker (GB/BHE und GDP, später FDP)
- Stracke, Rudolf (* 1938), deutscher Fußballspieler
- Stracke, Stephan (* 1974), deutscher Jurist und Politiker (CSU), MdB
- Stracke, Theodor (1842–1919), deutscher Bildhauer
- Stracke, Wilhelm (1880–1951), deutscher Politiker des Zentrum
- Stracké, Xavier (1850–1888), niederländischer Bildhauer
- Strackeljan, Jens (* 1962), deutscher Maschinenbauingenieur, Rektor der Otto-von-Guericke-Universität Magdeburg
- Stracker, Oskar (1885–1973), österreichischer Orthopäde
- Strackerjan, Anna Maria (1919–1980), deutsche Bildhauerin
- Strackerjan, Christian Friedrich (1777–1848), deutscher Autor, Jurist, Historiker und Freimaurer
- Strackerjan, Karl (1819–1889), deutscher Lehrer, Schulleiter und Autor
- Strackerjan, Ludwig (1825–1881), deutscher Schriftsteller, Politiker und Jurist
- Strackerjan, Martin (1607–1657), lutherischer Theologe und oldenburgischer Hofprediger
- Strackwitz, Georg von (1614–1675), Danziger Stadtingenieur, Bauherr, Architekt von Festungswerken
- Strackwitz, Hans (1567–1642), Architekt und Steinmetz

### Stracz
- Straczynski, J. Michael (* 1954), US-amerikanischer Autor und FilmproduzentJ. Michael Straczynski (* 1954)

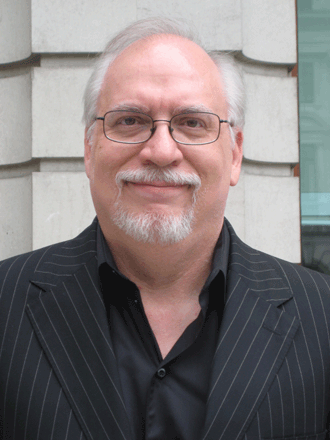
J. Michael Straczynski (* 1954)